# Massaranduba (ort)
Massaranduba är en ort i Brasilien.   Den ligger i kommunen Massaranduba och delstaten Paraíba, i den östra delen av landet, 1 600 km nordost om huvudstaden Brasília. Massaranduba ligger 371 meter över havet och antalet invånare är 3 153.
Terrängen runt Massaranduba är kuperad norrut, men söderut är den platt. Runt Massaranduba är det ganska tätbefolkat, med 58 invånare per kvadratkilometer.. Närmaste större samhälle är Campina Grande, 10,7 km väster om Massaranduba.
Omgivningarna runt Massaranduba är huvudsakligen savann.